# Artikel 11 des Grundgesetzes für die Bundesrepublik Deutschland
Artikel 11 des deutschen Grundgesetzes (GG) gewährleistet das Grundrecht der Freizügigkeit. Dieses schützt die Möglichkeit des Wechsels des Wohn- und Aufenthaltsortes sowie die Einreise in das Bundesgebiet in Bezug auf deutsche Staatsangehörige.

## Normierung

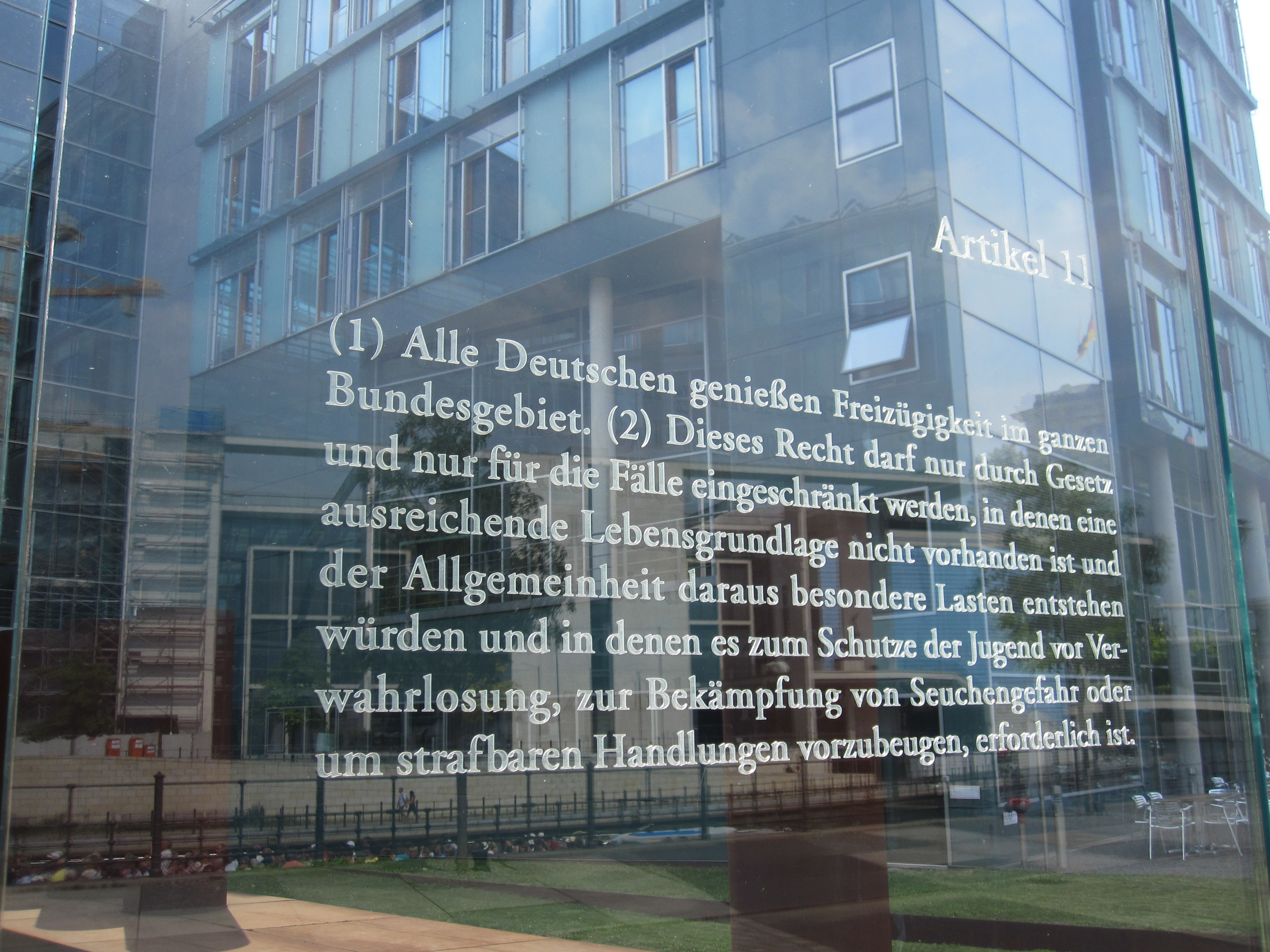
Artikel 11 des Grundgesetzes – eine Arbeit von Dani Karavan an den Glasscheiben zur Spreeseite beim Jakob-Kaiser-Haus des Bundestages in Berlin

Art. 11 GG lautet seit seiner letzten Änderung am 24. Juni 1968 wie folgt:
Das Grundrecht der Freizügigkeit schützt das Recht des Bürgers auf ungehindertes freies Ziehen innerhalb Deutschlands vor hoheitlichen Eingriffen. Daher stellt es ein Freiheitsrecht dar. Dieses stellt eine Grundlage der persönlichen und wirtschaftlichen Entfaltung dar. Daher steht Art. 11 GG in engem Zusammenhang mit vielen anderen grundrechtlichen Gewährleistungen, etwa der Berufsfreiheit (Art. 12 GG) und der Eigentumsfreiheit (Art. 14 GG).
Art. 11 GG bindet gemäß Art. 1 Absatz 3 GG die Staatsgewalten Exekutive, Legislative und Judikative. Keine unmittelbare Wirkung entfaltet er daher im Verhältnis zwischen Privatpersonen. Art. 11 GG strahlt allerdings als Verfassungsrecht auf untergeordnete Normen aus, etwa auf das Zivilrecht. Durch diese mittelbare Drittwirkung entfaltet das Grundrecht auch unter Privatpersonen Wirkung. So beschränkt es beispielsweise das Recht, über die Freizügigkeit vertraglich zu disponieren.

## Entstehung

### Freizügigkeit im Mittelalter und in der Neuzeit
Das erste Verfassungsdokument im deutschsprachigen Raum, das eine Garantie der Freizügigkeit enthielt, stellt der Tübinger Vertrag von 1514 dar. Hiernach durfte jeder Württemberger Bürger aus Württemberg auswandern. Ähnliche Garantien verbürgten der Augsburger Reichs- und Religionsfrieden von 1555 sowie der Osnabrücker Friedensvertrag von 1648. Trotz dieser Regelungen unterlag die Freizügigkeit in der Rechtspraxis starken Beschränkungen. Um eine umfassende Regulierung der Ein- und Auswanderung bemühten sich insbesondere Staaten, die eine merkantilistische Wirtschaftspolitik verfolgten und beispielsweise die Auswanderung verboten oder besteuerten. Auch die Leibeigenschaft beschnitt das freie Ziehen weiter Teile der Bevölkerung erheblich.

### Verstärkung der Freizügigkeit im 19. Jahrhundert
Im 19. Jahrhundert begannen die deutschen Staaten, Hindernisse für das freie Ziehen abzubauen. Ein maßgeblicher Einfluss hierfür war die französische Revolution. In Preußen wurde das Recht auf Freizügigkeit beispielsweise durch das Oktoberedikt von 1807 gestärkt, das Leibeigenschaft und Erbuntertänigkeit abschaffte. Die Bundesakte des Deutschen Bundes von 1815 gewährleistete das Recht jedes Deutschen, in einen anderen deutschen Staat zu ziehen. Die Praxis hing allerdings von den Bedingungen des aufnehmenden Staates ab. § 133 der Paulskirchenverfassung von 1849 normierte für jeden Deutschen das Recht, an jedem Ort des Reichsgebiets Aufenthalt und Wohnsitz zu nehmen. Dieses Recht durfte durch Gesetz näher ausgestaltet werden. Wegen des Widerstands zahlreicher deutscher Staaten setzte sich die Paulskirchenverfassung jedoch nicht durch, sodass diese Gewährleistung keine Rechtswirkung entfaltete. Allerdings orientierten sich einige Staaten an den Verbürgungen der Paulskirchenverfassung und gewährleisteten die Freizügigkeit in ihren Verfassungen. Eine solche Gewährleistung enthielt beispielsweise die österreichische Verfassung von 1849.

### Freizügigkeit im Deutschen Kaiserreich
Die Verfassung des Deutschen Reichs von 1871 verzichtete auf die Normierung von Grundrechten, sodass sie die Freizügigkeit nicht ausdrücklich verbürgte. Ihr Artikel 3 sah allerdings für ganz Deutschland ein einheitliches Indigenat vor. Hiernach besaßen Angehörige eines deutschen Bundesstaats das Anrecht, in jedem anderen Bundesstaat wie dessen Angehörige behandelt zu werden. Demgemäß besaß jeder Angehörige eines deutschen Bundesstaates das Recht, unter den gleichen Bedingungen Wohnsitz in einem anderen Bundesstaat zu nehmen, wie sie für dessen Angehörige galten. Beim Indigenat handelte es sich damit um ein Gleichbehandlungsrecht, das unter anderem Elemente der Freizügigkeit schützte. Zusätzlich wurde die Freizügigkeit einfachgesetzlich durch das Gesetz über Freizügigkeit geregelt. Dieses sicherte jedem Bürger des Kaiserreichs das Recht zu, sich an jedem Ort im Inland aufzuhalten oder niederzulassen, an dem er sich eine eigene Wohnung oder ein Unterkommen sichern konnte.

### Freizügigkeit in der Weimarer Verfassung
Artikel 111 Satz 1 der Weimarer Verfassung (WRV) von 1919 gewährleistete die Freizügigkeit für Deutsche als Grundrecht. Diese Gewährleistung sicherte ähnlich wie die entsprechende Gewährleistung der Paulskirchenverfassung die Freiheit, sich an einem beliebigen Ort aufzuhalten und niederzulassen. Diese Freiheit durfte allerdings gemäß Art. 111 Satz 2 WRV zu jedem verfassungsmäßigen Zweck durch Reichsgesetz eingeschränkt werden.
Ergänzt wurde die Gewährleistung der Freizügigkeit durch Art. 112 WRV, der jedem Deutschen das Recht einräumte, aus Deutschland auszuwandern. Erhebliche Beschränkungen erfuhr diese Freiheit in der Spätphase der Weimarer Republik durch Regelungen, welche die Ausreise aus Deutschland mit finanziellen Belastungen versahen, etwa die Reichsfluchtsteuer.
In der Zeit des Nationalsozialismus galten die Garantien der Weimarer Reichsverfassung formell weiter, wurden jedoch durch zahlreiche Maßnahmen weitgehend ausgehöhlt.

### Freizügigkeit im Grundgesetz
Nach dem Ende des Zweiten Weltkriegs unterlag die Freizügigkeitsgarantie des Art. 111 WRV zunächst starken Einschränkungen durch die Besatzungsmächte.
Im Zuge der Entwicklung des Grundgesetzes schuf der Parlamentarische Rat ein Grundrecht der Freizügigkeit, das er in Art. 11 GG normierte. Umstritten waren innerhalb des Rats dessen Verhältnis zur Berufsfreiheit sowie die Einbeziehung der Ausreisefreiheit in dessen Schutzbereich. Erstere Frage wurde durch die separate Regelung von Freizügigkeit und Berufsfreiheit gelöst, letztere durch das Ausklammern der Ausreisefreiheit aus Art. 11 GG. Nach Inkrafttreten des Grundgesetzes wurde Art. 11 GG bislang einmal modifiziert. Durch Gesetz vom 24. Juni 1968 schuf der Gesetzgeber im Zuge der Einführung der Notstandsverfassung zusätzliche Möglichkeiten, das Grundrecht der Freizügigkeit zu beschränken.
Die Verfassung der DDR von 1949 verbürgte in ihrem Art. 10 Absatz 3 das Recht jedes Bürgers, auszuwandern. Dieses Recht durfte durch Gesetz beschränkt werden. Es wurde 1968 aus der Verfassung entfernt.

## Schutzbereich
Art. 11 GG schützt den Bürger vor Eingriffen in seine Freizügigkeit. Hierzu gewährleistet die Norm eine Freiheitssphäre, in die Hoheitsträger nur unter bestimmten Voraussetzungen eingreifen dürfen. Diese Sphäre wird als Schutzbereich bezeichnet. Sofern der Hoheitsträger in diesen eingreift und dies verfassungsrechtlich nicht gerechtfertigt ist, verletzt er Art. 11 GG.
Die Rechtswissenschaft unterscheidet zwischen dem persönlichen und dem sachlichen Schutzbereich. Der persönliche Schutzbereich bestimmt, wer durch das Grundrecht geschützt wird. Der sachliche Schutzbereich bestimmt, welche Freiheiten durch das Grundrecht geschützt werden.

### Persönlich
Art. 11 Absatz 1 GG gewährleistet die Freizügigkeit für Deutsche, weswegen es sich diesem Grundrecht um ein Deutschenrecht handelt. Als Deutsche gelten alle deutschen Staatsbürger nach Maßgabe von Art. 116 Absatz 1 GG. Umstritten ist in der Rechtswissenschaft, ob sich Bürger aus anderen Mitgliedstaaten der Europäischen Union auf Art. 11 Absatz 1 GG berufen können. Nach einer Ansicht gebietet das Diskriminierungsverbot des Art. 18 des Vertrags über die Arbeitsweise der Europäischen Union (AEUV), dass Unionsbürger im Rahmen der Deutschenrechte als Deutsche behandelt werden, sodass sie durch Art. 11 Absatz 1 GG geschützt werden. Die Gegenauffassung geht davon aus, dass dies dem eindeutigen Wortlaut der Deutschenrechte widerspricht, sodass EU-Ausländer nicht durch Art. 11 GG geschützt werden. Das Bundesverfassungsgericht hat sich zu dieser Streitfrage noch nicht eindeutig positioniert.
Inländische Personenvereinigungen, insbesondere juristische Personen des Privatrechts, können nach Maßgabe von Art. 19 Absatz 3 GG Träger der Freizügigkeit sein. Eine juristische Person ist inländisch, wenn sich ihr tatsächlicher Handlungsmittelpunkt im Gebiet der Bundesrepublik befindet. Die Freizügigkeit ausländischer juristischen Personen wird daher nicht durch Art. 11 Absatz 1 GG geschützt. Eine Sonderstellung nehmen auch hier Vereinigungen ein, die im EU-Ausland ansässig sind: Sofern diese in Deutschland tätig sind, können sie sich nach der Rechtsprechung des Bundesverfassungsgerichts wie inländische Vereinigungen auf Deutschenrechte wie Art. 11 Absatz 1 GG berufen, da sie andernfalls keinen Grundrechtsschutz besäßen, was mit Art. 18 AEUV nicht vereinbar wäre.

### Sachlich
Der sachliche Schutzbereich der Freizügigkeit schützt das Recht, ungehindert an jedem Ort innerhalb Deutschlands Wohnung und Aufenthalt zu nehmen. Der Begriff der Wohnungsnahme bezeichnet in Anlehnung an § 7 des Bürgerlichen Gesetzbuchs (BGB) die Begründung eines ständigen Orts der Niederlassung. Die Aufenthaltsnahme beschreibt im Gegenzug das Verweilen an einem bestimmten Ort, sofern dies für den Grundrechtsträger eine gewisse Bedeutung besitzt. Auf welche Weise diese Bedeutung ermittelt wird, ist in der Rechtswissenschaft umstritten. Teilweise wird auf zeitliche Merkmale abgestellt, sodass kurzfristige Aufenthalte nicht durch Art. 11 GG geschützt werden. Nach einer Gegenansicht ist der Schutzbereich des Art. 11 GG eröffnet, wenn das freie Ziehen an den jeweiligen Ort der Begründung eines Lebensmittelpunkts dient.
Dem Schutz der Freizügigkeit untersteht neben der freien Bewegung der Person die freie Bewegung ihrer Vermögenswerte. Geschützt wird weiterhin die Einreise in das Bundesgebiet. Als negative Kehrseite der Freizügigkeit schützt Art. 11 GG auch das Recht, einen bestimmten Wohnsitz nicht zu nehmen oder sich an einen bestimmten Ort nicht zu begeben.
Keinen Schutz durch Art. 11 GG erfahren nach vorherrschender Auffassung in der Rechtswissenschaft Ausreise und Auswanderung aus Deutschland, da sich die Gewährleistung der Freizügigkeit lediglich auf das Bundesgebiet bezieht. Eine Gegenansicht unterstellt auch das Verlassen des Bundesgebiets dem Schutz des Art. 11 GG, da die Freizügigkeit allgemein die Offenheit der Bundesrepublik schütze.
Art. 11 GG gibt dem Bürger kein Anrecht darauf, einen Ort als Heimat zu behalten. Wird einem Bürger daher beispielsweise Grundeigentum entzogen, fällt dies nicht in den Schutzbereich der Freizügigkeit, sondern in den der Eigentumsgarantie (Art. 14 GG).

### Grundrechtskonkurrenzen
Sofern in einem Sachverhalt der Schutzbereich mehrerer Grundrechte betroffen ist, stehen diese zueinander in Konkurrenz.
Gegenüber der allgemeinen Handlungsfreiheit (Art. 2 Absatz 1 GG) ist die Freizügigkeit als besonderes Freiheitsrecht spezieller. Soweit der Schutzbereich des Art. 11 GG eröffnet ist, wird die allgemeine Handlungsfreiheit daher als subsidiäres Grundrecht verdrängt. Anwendung findet Art. 2 Absatz 1 GG auf die Freizügigkeit von Ausländern, da diese nicht vom persönlichen Schutzbereich des Art. 11 GG erfasst sind. Ebenfalls lediglich durch die allgemeine Handlungsfreiheit wird nach überwiegender Auffassung die Ausreise aus dem Bundesgebiet geschützt.
Begehrt der Grundrechtsträger das freie Ziehen aus beruflichen Gründen, ist in der Rechtswissenschaft umstritten, ob die Freizügigkeit eigenständig neben dem Grundrecht der Berufsfreiheit (Art. 12 GG) steht oder ob sie hinter diese Gewährleistung zurücktritt.
Zur Gewährleistung der körperlichen Freiheit durch Art. 2 Absatz 2 Satz 2 GG steht Art. 11 GG in einem Exklusivitätsverhältnis: Während sich die Freizügigkeit auf das Recht der Bewegung zu einem bestimmten Ort bezieht, erfasst die körperliche Freiheit die Fortbewegung von einem Ort.

## Eingriff
Ein Eingriff liegt vor, wenn der Gewährleistungsinhalt eines Grundrechts durch hoheitliches Handeln verkürzt wird. Als Eingriffe kommen insbesondere Maßnahmen in Betracht, die das freie Ziehen durch den Bürger unmittelbar erschweren oder untersagen, etwa ein Aufenthaltsverbot.
Ob daneben wie bei anderen Grundrechten auch mittelbar die Freizügigkeit beeinträchtigendes Verhalten einen Grundrechtseingriff darstellen kann, ist strittig. Gegner argumentieren, dass Art. 11 GG eine Rechtfertigung lediglich für unmittelbare Eingriffe vorsieht, sodass sich das Grundrecht nicht auf mittelbare Eingriffe beziehe. Für die grundsätzliche Einbeziehung auch mittelbar wirkender Beeinträchtigungen der Freizügigkeit wird angeführt, dass diese die Ausübung der grundrechtlich geschützten Freiheit ebenso wie unmittelbare Eingriffe verkürzen können.

## Rechtfertigung eines Eingriffs
Liegt ein hoheitlicher Eingriff in die Freizügigkeit vor, ist dieser rechtmäßig, wenn er verfassungsrechtlich gerechtfertigt ist. Artikel 11 Absatz 2 GG erlaubt die Beschränkung der Freizügigkeit durch oder aufgrund eines Bundes- oder Landesgesetzes. Eine solche Beschränkung darf ausschließlich zu den in Art. 11 Absatz 2 GG aufgezählten Zwecken erfolgen. Damit normiert Art. 11 Absatz 2 GG einen qualifizierten Gesetzesvorbehalt. Nach vorherrschender Auffassung meint der Begriff Gesetz im Rahmen des Art. 11 Absatz 2 GG lediglich formelle Gesetze. Dies bezeichnet Gesetze, die durch ein von der Verfassung vorgegebenes Gesetzgebungsverfahren geschaffen wurden. Grundlage eines Eingriffs in die Freizügigkeit ist entweder das Gesetz selbst oder eine auf dessen Grundlage erlassene Rechtsverordnung.
Damit ein Gesetz in die Freizügigkeit eingreifen oder Grundlage für entsprechende Eingriffe darstellen kann, muss es in formeller und materieller Hinsicht mit der Verfassung in Einklang stehen.
Die formelle Verfassungsmäßigkeit eines Gesetzes setzt voraus, dass es sich auf einen Kompetenztitel stützt und in einem ordnungsgemäßen Gesetzgebungsverfahren beschlossen worden ist. Die Kompetenz zur Regelung der Freizügigkeit liegt gemäß Art. 73 Absatz 1 Nummer 3 GG ausschließlich beim Bund. Die Länder dürfen daher keine Gesetze erlassen, die maßgeblich dazu dienen, die Freizügigkeit zu beschränken. Möglich ist ihnen jedoch der Erlass von Gesetzen, die vorrangig einer Landeskompetenz zuzuordnen sind und die Freizügigkeit lediglich beiläufig verkürzen. Dies trifft etwa auf das allgemeine Gefahrenabwehrrecht zu, das die Freizügigkeit mit den Bestimmungen zum Aufenthaltsverbot beschneidet.
Die materielle Verfassungsmäßigkeit setzt voraus, dass das Gesetz in ausreichendem Maß bestimmt ist, indem es Art und Umfang möglicher Eingriffe deutlich erkennen lässt. Weiterhin muss das eingreifende Gesetz gemäß dem in Art. 19 Absatz 1 Satz 2 GG enthaltenen Zitiergebot explizit Art. 11 GG als beschränktes Grundrecht nennen.
Schließlich muss die Eingriffswirkung, die das Gesetz entfaltet, das Prinzip der Verhältnismäßigkeit wahren. Dieses für alle Grundrechte geltende Verfassungsprinzip soll verhindern, dass Grundrechte stärker als erforderlich beeinträchtigt werden. Nach dem Verhältnismäßigkeitsprinzip ist ein Grundrechtseingriff nur rechtmäßig, wenn er einen legitimen Zweck verfolgt, sich zu dessen Förderung eignet und hierzu erforderlich sowie angemessen ist.

### Eingriffsvorbehalte des Art. 11 Absatz 2 GG
Art. 11 Absatz 2 GG führt abschließend die Ziele auf, die als legitime Zwecke einer Beschränkung der Freizügigkeit in Frage kommen und die damit Grundlage eines Eingriffs in die Freizügigkeit darstellen können.
Ein legitimes Ziel stellt der Schutz vor Seuchen und Unglücksfällen dar. Hierbei handelt es sich um Gefahren für die Allgemeinheit, die sich kaum durch Menschen kontrollieren lassen. Als Seuchen hatte der Parlamentarische Rat Pest und Cholera vor Augen. Deren Bekämpfung dient beispielsweise das Infektionsschutzgesetz, das unter anderem die Beschränkung der Freizügigkeit erlaubt, um die Gefahren einer Seuche einzudämmen. Ebenfalls der Abwehr von Gefahren für die Allgemeinheit dient der Eingriffsvorbehalt der Naturkatastrophe. Dieser wurde im Zuge der Einführung der Notstandsverfassung geschaffen. Sein Zweck liegt darin, dem Gesetzgeber die Möglichkeit zu geben, im Fall einer Katastrophe die öffentliche Ordnung aufrechtzuerhalten und ein koordiniertes Bewältigen der Gefahrenlage zu gewährleisten.
Weiterhin führt Art. 11 Absatz 2 GG den Schutz der Jugend vor Verwahrlosung als Ziel an. Als jugendlich gelten in diesem Kontext Personen, die nicht volljährig sind. Die Gefahr der Verwahrlosung besteht, wenn das körperliche, seelische oder geistige Wohlbefinden eines Jugendlichen sich nachhaltig zu verschlechtern droht. Auf diesen Vorbehalt stützen sich beispielsweise § 10 Absatz 1 Nummer 1 und 2 des Jugendgerichtsgesetzes, die Richtern erlauben, dem Jugendlichen Weisungen bezüglich seines Aufenthaltsorts und seiner Unterkunft zu erteilen.
Außerdem darf die Freizügigkeit zwecks Vorbeugens strafbarer Handlungen beschränkt werden. Dieses Ziel bezieht sich auf präventive Maßnahmen der Gefahrenabwehr, die dem Vorbeugen von Straftaten dienen, die hinsichtlich ihrer Schwere über ein Bagatelldelikt hinausgehen. Diesen Zweck erfüllen etwa der Platzverweis, die Wohnungsverweisung und das Aufenthaltsverbot. Weitere Beispiele sind die Anordnung der Polizeiaufsicht oder der Sicherungsverwahrung. Adressat der Freizügigkeitsbeschränkung darf nur derjenige sein, der für die Gefahr verantwortlich ist.
Einschränkungen der Freizügigkeit kommen darüber hinaus zur Abwehr eines inneren Notstands in Betracht. Hierbei handelt es sich um eine drohende Gefahr für den Bestand des Bundes oder eines Landes oder für die freiheitlich-demokratischen Grundordnung. Dies trifft etwa auf einen Putsch zu.
Schließlich darf die Freizügigkeit beschränkt werden, falls der Grundrechtsträger nicht über eine ausreichende Lebensgrundlage verfügt. Dies trifft zu, wenn nicht davon ausgegangen werden kann, dass der Grundrechtsträger seinen Lebensunterhalt selbst erwirbt. Auf dieser Zweckvorgabe des Art. 11 Absatz 2 GG beruhen beispielsweise die Beschränkungen für Personen, die auf Staatsleistungen wie Sozialhilfe oder Arbeitslosengeld II angewiesen sind, etwa Eingliederungsvereinbarungen. Damit das Recht auf Freizügigkeit beschränkt werden darf, muss das Fehlen der Lebensgrundlage des Grundrechtsträgers der Allgemeinheit besondere Lasten verursachen. So urteilte das Bundessozialgericht beispielsweise, dass Arbeitslosengeld-II-Empfänger umziehen dürfen, auch wenn der Wohnraum im Zuzugsgebiet teurer ist. Andernfalls seien der Gleichheitssatz (Art. 3 GG) und die Freizügigkeit verletzt. Eine Beschränkung der freien Wohnortwahl gemäß Art. 11 Absatz 2 GG komme daher lediglich innerhalb einer Kommune in Betracht. Der Staat ist allerdings nicht verpflichtet, durch zusätzliche Zahlungen, etwa von Umzugskosten, die tatsächliche Wahrnehmung der Freizügigkeit finanziell zu ermöglichen. Unabhängig davon sind jene Fälle zu betrachten, in denen besondere Gründe für den Umzug vorliegen, etwa eine zu kleine Wohnung oder eine Krankheit. Insbesondere für Bürger anderer Nationalität gab es Freizügigkeitseinschränkungen vor allem in der Nachkriegszeit zwecks Förderung eines finanziellen Lastenausgleichs der Bundesländer. In jüngerer Zeit gab es wieder Einschränkungen für deutschstämmige Spätaussiedler aus Osteuropa (bis zum 31. Dezember 2009). Diese Menschen verloren ihren Sozialhilfeanspruch, wenn sie den ihnen zugewiesenen Wohnort verließen und umzogen. Dies geschah auch angesichts der umstrittenen Praxis, Asylbewerber oder Spätaussiedler in eigenständigen Unterkünften unterzubringen und um die finanziellen Belastungen einzelner stark betroffener Gemeinden in Grenzen zu halten, wobei jedoch auch Furcht vor fehlender staatlicher Kontrolle sowie Zwecke der Abschreckung durch ungünstige Lebensbedingungen eine Rolle spielen können. In Bezug auf Spätaussiedler erklärte das Bundesverfassungsgericht durch Urteil vom 17. März 2004 die Einschränkung für verfassungsgemäß.

### Eingriffsvorbehalte des Art. 17a Absatz 2 GG
Eine weitere Möglichkeit der Beschränkung der Freizügigkeit ergibt sich aus Art. 17a Absatz 2 GG. Hiernach darf die Freizügigkeit von Angehörigen der Streitkräfte und des Wehrersatzdiensts eingeschränkt werden, sofern dies der Verteidigung dient. Der Begriff der Verteidigung erfasst im Rahmen des Art. 17a GG den Verteidigungsfall sowie andere Bereiche der Landesverteidigung. Auf Art. 17a Absatz 2 GG stützt sich beispielsweise § 18 des Soldatengesetzes, der Soldaten verpflichtet, im Fall einer entsprechenden dienstlichen Anordnung in einer Gemeinschaftsunterkunft zu wohnen.

### Eingriffsvorbehalte durch kollidierendes Verfassungsrecht
Schließlich kann die Freizügigkeit durch kollidierendes Verfassungsrecht beschränkt werden. Diese Möglichkeit ist im Grundrecht zwar nicht niedergeschrieben, sie ergibt sich jedoch daraus, dass sich Verfassungsnormen im Kollisionsfall nicht gegenseitig verdrängen, sondern in ein Verhältnis praktischer Konkordanz gebracht werden. So kann die Freizügigkeit eines Kinds beispielsweise durch die über Art. 6 Absatz 2 Satz 1 GG geschützte elterlichen Sorge beschränkt werden.

## Europäische Bezüge
Einen Bezug zur Garantie der Freizügigkeit im Grundgesetz weisen die durch Art. 21 des Vertrags über die Arbeitsweise der Europäischen Union (AEUV) gewährleistete allgemeine Freizügigkeit sowie die durch Art. 45 AEUV verbürgte Grundfreiheit der Arbeitnehmerfreizügigkeit auf. Art. 21 Absatz 1 AEUV gewährt jedem Unionsbürger das Recht, sich im Hoheitsgebiet der Mitgliedstaaten frei zu bewegen und aufzuhalten. Art. 45 AEUV gewährleistet den freien Zugang zu einer Beschäftigung innerhalb der Union. Eng verwandt mit der Arbeitnehmerfreizügigkeit sind die Niederlassungsfreiheit (Art. 49 AEUV) und die Dienstleistungsfreiheit (Art. 56 AEUV). Diese gelten für Unternehmen und selbstständige Unternehmer.
Art. 45 der EU-Grundrechtecharta erstreckt das Recht auf Freizügigkeit auf das Hoheitsgebiet des Europäischen Wirtschaftsraums, also die Europäische Union sowie Island, Liechtenstein und Norwegen sowie auf die Schweiz. Innerhalb dieses Gebiets dürfen sich Personen grenzüberschreitend frei bewegen und aufhalten, ohne ein Visum zu benötigen.
Das Aufenthaltsrecht ist jedoch nicht absolut. Um in einem anderen EU/EWR-Mitgliedsstaat bleiben zu dürfen, müssen die sich aufhaltenden Bürger entweder in Arbeit oder auf Arbeitssuche sein, studieren oder auf andere Weise ausreichend finanzielle Mittel besitzen und eine Krankenversicherung nachweisen, um keine Belastung für die sozialen Sicherungssysteme des Gastlandes zu werden. Die Staaten dürfen von Bürgern anderer EU/EWR-Länder verlangen, ihren Aufenthalt bei den Meldebehörden nach einer bestimmten Frist zu melden. EU/EWR-Länder dürfen Bürger anderer Länder zurück führen und Ausschlussanordnungen gegen sie auf öffentlichem Gebiet, öffentlicher Sicherheit und in der Gesundheitsfürsorge erlassen. Unionsbürger, die beispielsweise schwere Straftaten begehen oder ins Gastland kommen, um von sozialer Sicherung abhängig zu werden, dürfen zurückgeführt werden. Diejenigen müssen jedoch innerhalb eines Zeitraums von maximal drei Jahren die Möglichkeit haben, gegen die Ausschlussanordnungen Berufung einzulegen. Unter keinen Umständen darf ein EU/EWR-Staat einen Bürger eines anderen Mitgliedsstaates auf Lebenszeit ausschließen.
Jeder EU/EWR-Bürger, der einen Zeitraum von fünf Jahren ununterbrochenen Aufenthalts vollendet hat, besitzt das Recht auf einen permanenten Aufenthalt, mit dem seine Anwesenheit nicht länger an Bedingungen geknüpft ist. Sie sind damit auch berechtigt, soziale Sicherungsleistungen zu empfangen. Permanenter Aufenthalt kann nur nach einer zweijährigen Abwesenheit aufgehoben werden.
In Österreich gewährleistet Art. 4 des Staatsgrundgesetzes die Freizügigkeit der Person und des Vermögens innerhalb des Staatsgebietes. In der Schweiz wird die Freizügigkeit als Niederlassungsfreiheit in Artikel 24 der Bundesverfassung allen Schweizer Bürgern als Grundrecht garantiert. Dieses Recht schützt den Aufenthalt an jedem beliebigen Ort innerhalb der Schweiz sowie die freie Ein- und Ausreise aus der Schweiz. Da die Schweiz kein Mitglied der EU ist, ist sie – anders als die sie umgebenden Länder, die mit Ausnahme Liechtensteins allesamt EU-Mitglieder sind – darauf angewiesen, gegebenenfalls mit anderen Ländern bilaterale Freizügigkeitsverträge abzuschließen. Dies wird genutzt, um die Einwanderung in die Schweiz zu steuern.